# Витачево
Витачево (на македонска литературна норма: Витачево) е плато в Тиквешията, в южната част на Северна Македония. Простира се в посока югозапад-североизток, с дължина 15 km, между реките Бошава на юг и изток, Тиквешкото езеро на реката Черна на запад и Тиквешката котловина на север. Заема площ от 122 km2, със средна надморска височина 800 – 1000 m, издигайки се на 500 – 600 m над околните райони.
Платото е образувано от отлагането на вулканичен материал (обикновено туфи) от изригванията на вулкана Кожух (Кожуф, Дзена).
Огнището на някогашния вулканизъм се е намирало от западната страна на Кожух, по протежение на днешната граница между Северна Македония и Гърция, където са запазени няколко вулканични конуса. Районът се характеризира с кисел и еруптивен вулканизъм с голям обем изхвърлени андезитно-дацитни лави и пирокластичен материал. Значителна част от натрупания материал е отнесен в по-ново време и площта на някога много по-голямото плато е значително намалена. Поради неустойчивостта на туфите и голотата Витачево е подложено на много силна ерозия, с множество долчинки, долове и свлачища – например Градот.
На платото е разположено селскостопанското летище „Витачево“, което е с тревна настилка.